# Без паники, майор Кардош!
«Без паники, майор Кардош!» (венг. Csak semmi pánik...) — венгерско-советский полнометражный цветной художественный фильм, поставленный на Киностудии «Будапешт» в 1982 году режиссёром Шандором Сёньи.
Премьера фильма в ВНР состоялась 19 августа 1982 года.

## Сюжет
В районе озера Балатон терпит крушение самолёт из Германии. Майор венгерской милиции Кардош по телефону узнаёт от дочери погибшего лётчика, что у неё хранится письмо, где её отец рассказывает о вывезенных во время Второй мировой войны из Будапешта музейных ценностях. К письму прилагается подробная карта. Расследование усложняется целой чередой загадочных убийств. Кто же быстрее доберётся до сокровищ — супермен Этвош по прозвищу Капелька — лейтенант милиции, делающий за Кардоша всю мужскую работу, или преступники?..

## В ролях
- Иштван Буйтор — Тибор Этвош по прозвищу Капелька
- Андраш Керн — майор Кардош
- Ласло Банхиди — торговец Матушка
- Дьюла Бодроги — лейтенант Борош
- Йожеф Секхеи — Пётьи
- Габор Конц — главарь банды
- Сильвия Шурановски — Иби Ковач
- Петра Хайнц — Сибилла Гудрат

## Роли дублировали
- Валерий Кравченко — Тибор Этвош по прозвищу Капелька
- Александр Липов — майор Кардош
- Анатолий Столбов — Матушка
- Татьяна Иванова — Иби Ковач
- Борис Аракелов
- Алексей Кожевников
- Жанна Сухопольская — Сибилла Гудрат
- Владимир Татосов

## Съёмочная группа
- Сценаристы — Иштван Буйтор, Балаж Факан
- Режиссёр — Шандор Сёньи
- Оператор — Дьюла Борный
- Художник — Аттила Чикош
- Композитор — Карой Френрейс

Фильм дублирован на киностудии «Ленфильм» в 1983 году
Режиссёр дубляжа — Игорь Мушкатин
Звукооператор — Лариса Маслова
Автор литературного перевода — Е. Родионова
Редактор — О. Шарков
© Mafilm, 1982
© Киностудия «Ленфильм», перевод на русский язык, 1983 г.

## Звуковая дорожка
- Звуковое сопровождение фильма записано в стандарте Dolby (Стерео)[1]

## Дополнительная информация
- Оригинальный вариант фильма имеет продолжительность 87 минут[1].